# Пальцевская волость

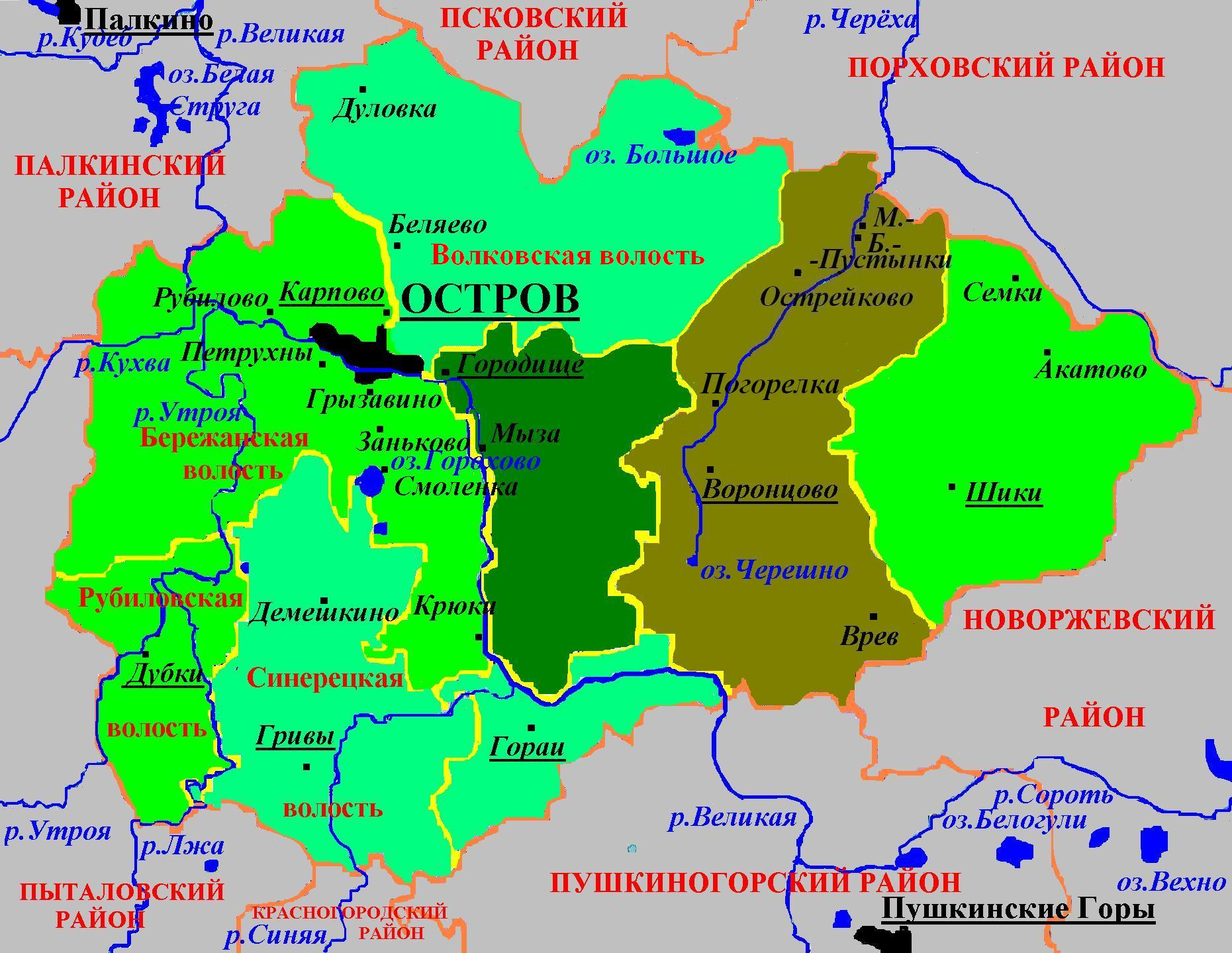
Административное деление Островского района в 2006—2010 годах

Пальцевская волость — бывшая административно-территориальная единица 3-го уровня (с 1995 до 2000) в Островском районе Псковской области России.
Административным центром была деревня Федосино.

## География
Территория бывшей волости находилась на западе района.

## Населённые пункты
В состав Рубиловской волости входило 19 деревень: Федосино, Грязивец, Зобы, Лябзы, Марково, Матюгино, Ортихово, Пальцево, Пупорево, Попово, Покаты, Покаты, Пузыркино, Паршино, Рубеняты, Толково, Усово, Фроленки, Шолдино, Ястребы.

## История
Территория этой ныне бывшей волости в 1927 году вошла в Островский район в виде ряда сельсоветов, в том числе Пальцевского сельсовета.
Указом Президиума Верховного Совета РСФСР от 16 июня 1954 года в Пальцевский сельсовет был включён Ульянцевский сельсовет.
Постановлением Псковского областного Собрания депутатов от 26 января 1995 года все сельсоветы в Псковской области были переименованы в волости, в том числе Пальцевский сельсовет был превращён в Пальцевскую волость с центром в деревне  Федосино.
Постановлением Псковского областного собрания от 8 июля 1999 года Пальцевская волость была упразднена и включена в Бережанскую волость.